# Mehseti Patera
La Mehseti Patera è una struttura geologica della superficie di Venere.